# Calor de neutralização
Calor de neutralização ou Entalpia de neutralização é a entalpia resultante de uma reação de neutralização ácido-base:
{\displaystyle {H^{+}}_{(aq)}+{OH^{-}}_{(aq)}\rightarrow H_{2}O_{(l)}\,\!}
{\displaystyle \Delta {H}\approx -58kJ\,\!}
A entalpia resultante da neutralização é constante ({\displaystyle \Delta {H}\approx -58kJ/mol=-13,7Kcal/mol\,\!}) na neutralização entre ácidos fortes e bases fortes. O valor é proporcional ao número de mols do ácido e da base.